# Victorien Angban
Bekanty Victorien Angban (Abidjan, 29 de setembro de 1996) é um futebolista profissional marfinense que atua como meia.

## Carreira
Victorien Angban representou o elenco da Seleção Marfinense de Futebol no Campeonato Africano das Nações de 2017.